# 國際LGBTI聯合會
國際LGBTI聯合會是一個促進世界各地區女同性戀、男同性戀、雙性戀、跨性別和雙性人群體共同爭取平權的國際組織。該組織於1978年成立，為國際同性戀聯合會，在1986年改名為國際男女同性戀聯合會。ILGA現在擁有超過1800個團體會員，分佈在六大地區的170多個國家，組織願景為確保任何人不分其性傾向、性別認同、性別表達和性徵，都能享有自由平等的人權，並致力於實現這樣一種全球正義和平權的世界。

## 介紹
ILGA在1978年8月8日，以「國際同性戀聯合會」為名，由來自澳大利亞、英格蘭、丹麥、法國、北愛爾蘭、愛爾蘭、義大利、荷蘭、蘇格蘭和美國等同性戀組織代表，於英國考文垂市成立，並在1986年更名為「國際男女同性戀聯合會」。IGA成立時的目標如下：
- 最大化各同性戀組織的效能，採取國際層級的政治行動結盟爭取同性戀權益，尤其要對各國政府和國際機構協力施壓
- 設置資訊中心，在同性戀組織之間交流相關資訊，以促進對於同性戀受壓迫情況的瞭解和辨識國際政治的角力場

今日的ILGA則遵循其憲章和議事程序，作為執行業務和成員集會的依據。根據憲章，ILGA及其成員應致力於：
- 為女同性戀、男同性戀、雙性戀、跨性別和雙性人的平等以及免受所有形式的歧視和暴力而奮鬥
- 為所有因為被認為或實際為該性傾向、性別認同、性別表達或性徵而得要活在和面對歧視和暴力的人，能獲得平等而奮鬥
- 促進對人權和基本自由的普遍尊重和遵行，包括消除所有形式的歧視和暴力以及瞭解下列國際人權文件的具體條款

在成立之後，ILGA立刻關切希臘和蘇聯具性傾向歧視性質的法律，向歐洲委員會提交除罪化材料，要求歐洲人權公約增添免受性傾向歧視的保護，鼓勵國際特赦組織救助因為歧視性法律遭到監禁的同性戀者。ILGA亦積極要求世界衛生組織將同性戀從國際疾病與相關健康問題統計分類移除，並申請成為具聯合國諮商地位的NGO。
ILGA的主要業務為在聯合國和其他國際組織內，代表LGBTI公民社會發聲，支援其組織成員提昇和保護人權，並透過倡議和研究向機構、政府、媒體、以及公民社會發布消息和喚起關注。

## 架構
ILGA由分別來自六個地區分會的1800多個團體會員聯合組成，該六大地區為：泛非洲分會（Pan Africa ILGA）、亞洲分會（ILGA Asia）、歐洲分會（ILGA Europe）、拉美和加勒比分會（ILGA LAC）、北美和加勒比分會（ILGA NAC）和大洋洲分會（ILGA Oceania）。組織營運資金來自會員繳納的會費，以及各國政府和私人基金會的捐贈。團體會員，除各分會舉辦的區域年會（Regional Conferences）之外，還可參與ILGA世界大會（World Conferences）。
ILGA世界大會是最高決策單位。在世界大會中，各個團體會員、執行董事會、雙性戀委員會、雙性人委員會、跨性別委員會、女性委員會、青年委員會、區域執行董事會以及各盟友組織，聚集在一起，進行決策、交流、背書、提案、修改組織憲章以及選舉秘書長和各委員會主席等事務。聚會不僅是事務決策場所，同時也是一個供社運人士分享彼此運動經驗，合作結盟的重要場合。然而世界大會或區域年會，有時會因為遭當地激進組織攻擊或者資金缺乏，而不得不停辦或延期。
ILGA世界大會的舉辦地點和年份，如下：
| - 貝亨/阿姆斯特丹 (1979) - 聖克里斯蒂納達羅/巴塞隆納 (1980) - 托雷佩利切/杜林 (1981) - 華盛頓特區 (1982) - 維也納 (1983) - 赫爾辛基 (1984) - 多倫多 (1985) - 哥本哈根 (1986) - 科隆 (1987) - 奧斯陸 (1988) - 維也納 (1989) - 斯德哥尔摩 (1990) | - 阿卡普爾科 (1991) - 巴黎 (1992) - 巴塞隆納 (1993) - 紐約 (1994) - 里約熱內盧 (1995) - 科隆 (1997) - 約翰尼斯堡 (1999) - 羅馬 (2000) - 奧克蘭 (2001) - 馬尼拉 (2003) - 日內瓦 (2006) - 維也納 (2008) | - 聖保羅 (2010) - 斯德哥尔摩 (2012) - 墨西哥城 (2014) - 曼谷 (2016) - 威靈頓 (2019) - 長堤 (2022) - 開普敦 (2024) |

ILGA總辦公室設在日內瓦，分會辦公室位於布魯塞爾（ILGA Europe）、布宜諾 (ILGA LAC)、約翰尼斯堡 (Pan Africa ILGA)、曼谷 (ILGA Asia)、雪梨（ILGA Oceania）、多倫多（ILGA NAC）。ILGA負責專案計畫和抗爭行動支援，進行外交施壓，提供資訊以及和國際組織與媒體合作，以喚起公眾和政府重視LGBTI人群受到歧視的處境和案例。身為最大的LGBTI全球聯盟，ILGA在聯合國各論壇為其政治議程發聲，協助團體會員赴聯合國進行人權報告，並定期發布《國家助長恐同報告書》、《ILGA世界地圖》和《我們的身份遭到逮捕》。ILGA在2023年3月22日推出ILGA Database，能用來查詢世界各國與LGBTI有關的法律資訊和人權狀況。

## 爭議
ILGA在1993年成為獲得聯合國ECOSOC諮商地位的NGO組織，然而一年之後其諮商地位遭到撤銷。由於提倡未成年性行為的北美男人男童戀愛協會擁有ILGA會員資格，美國國會議員傑西·赫爾姆斯利用這點提案施壓聯合國。ILGA對此進行澄清：在1990年，ILGA就通過了「每位兒童都有免於性剝削和免受虐待權利」的聲明，ILGA不提倡任何形式的未成年性行為，也從未如此作過。ILGA盡可能驅逐所有這類偏離ILGA目標的會員，並加強了申請入會的審核程序，但聯合國最終仍暫停其諮商地位。直到2006年，ILGA歐洲分會才得以取得諮商地位，而在經歷多次否決後，ILGA終於在2011年重新取回了諮商地位。
2011年7月25日，联合国经济与社会理事会（ECOSOC）在日内瓦召开了本年度的实质性全体会议，与会各国以29票赞成、14票反对、5票弃权、6票缺席的结果投票通过了ILGA成为非政府组织諮商地位的申请。
赞成的国家：阿根廷、澳大利亞、比利時、加拿大、智利、厄瓜多、愛沙尼亞、芬蘭、法國、德國、匈牙利、印度、義大利、日本、拉脫維亞、馬爾他、墨西哥、蒙古、尼加拉瓜、挪威、秘鲁、南韓、斯洛伐克、西班牙、瑞士、烏克蘭、英國、美國、委内瑞拉。
反对的国家：孟加拉、喀麦隆、中華人民共和國、埃及、迦納、伊拉克、摩洛哥、纳米比亚、巴基斯坦、卡塔尔、俄罗斯、沙特阿拉伯、塞内加尔、尚比亞。
棄權的國家： 巴哈馬、瓜地馬拉、菲律賓、盧安達、象牙海岸。
缺席的國家：葛摩、加彭、幾內亞比索、馬拉威、模里西斯、聖克里斯多福及尼維斯。